# Morvilas Nautas
Morvilas Nautas (francès Mourvilles-Hautes) és un municipi del departament francès de l'Alta Garona, a la regió d'Occitània.